# 貝德克爾
貝德克爾（德語：Baedeker-Reiseführer）是德國的一家出版社，也指這家公司出版的旅行指南。貝德克爾出版的旅行指南均邀請專家執筆并頻繁修訂，并設計為攜帶方便的大小。在歐美堪稱旅行指南的代稱。在二戰期間，德國曾對英國的城市展開空襲，而空襲的目標就是參照貝德克爾的旅行指南決定的。

## 外部連結
- 官方網站